# AS Rivière du Rempart
El AS Rivière du Rempart es un equipo de fútbol de las Islas Mauricio que juega en la Liga Premier de las islas Mauricio, la liga de fútbol más importante del país.

## Historia
Fue fundado en el año 2000 en la ciudad de Mapou, en el distrito de Rivière du Rempart e iniciaron en la máxima categoría luego de que la liga tuviera una regionalización en su sustema de competición. Nuca ha sido campeón de liga ni han ganado títulos importantes en su historia.